# Grenade-sur-l'Adour
Grenade-sur-l'Adour là một xã, thuộc tỉnh Landes trong vùng Nouvelle-Aquitaine. Xã này có diện tích 19,72 kilômét vuông, dân số năm 2006 là 2423 người. Xã này nằm ở khu vực có độ cao trung bình 55 mét trên mực nước biển.

## Thông tin nhân khẩu
| Năm | 1962  | 1968  | 1975  | 1982  | 1990  | 1999  | 2006  |
| --- | ----- | ----- | ----- | ----- | ----- | ----- | ----- |
| Dân số | 1 369 | 2 046 | 2 006 | 2 129 | 2 187 | 2 265 | 2 423 |
| From the year 1962 on: No double counting—residents of multiple communes (e.g. students and military personnel) are counted only once. |       |       |       |       |       |       |       |